# Föderaler Militärischer Gedenkfriedhof

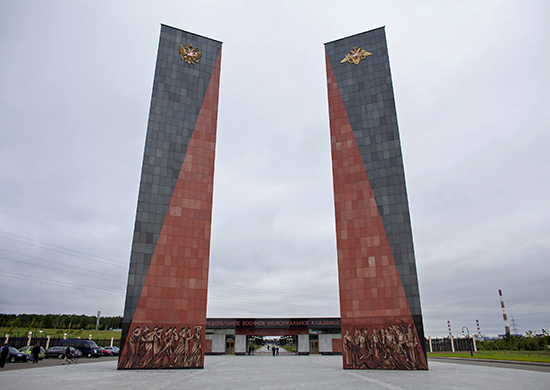
Eingangsbereich

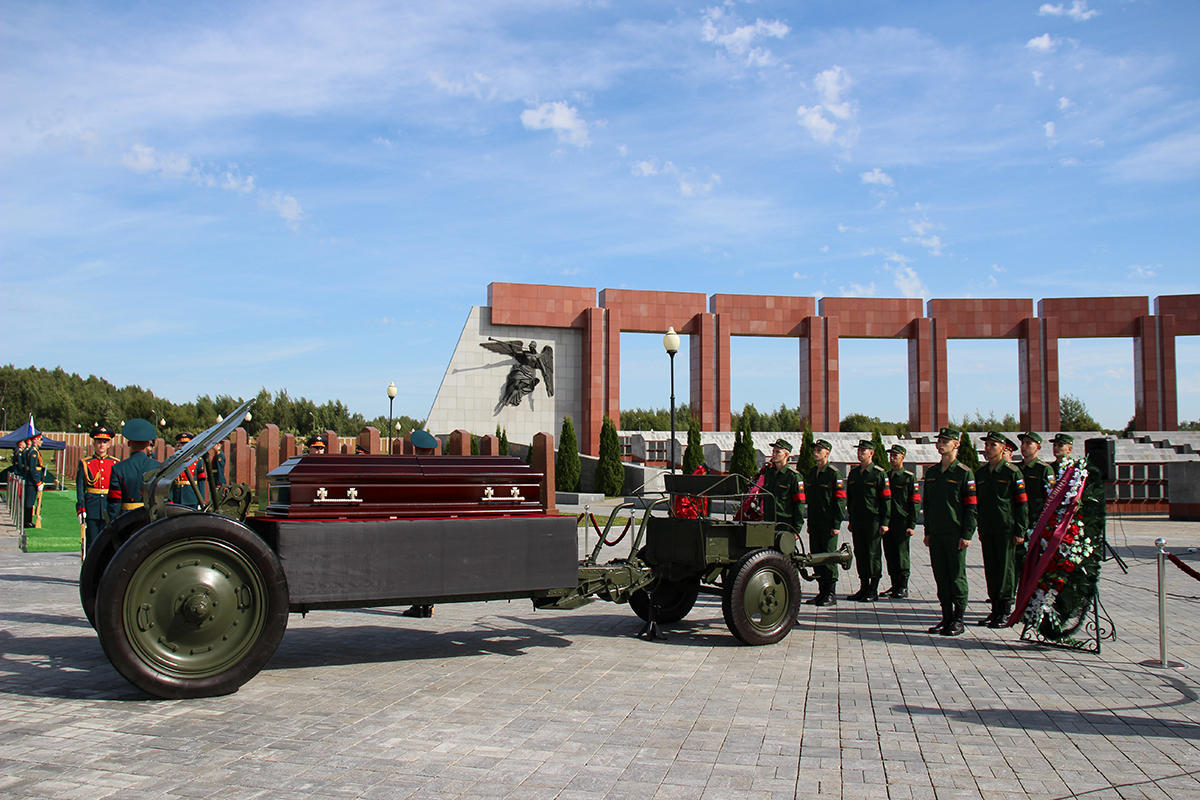
Bestattung (2020)

Der Föderale Militärische Gedenkfriedhof (russisch Федеральное военное мемориальное кладбище) ist ein Friedhof bei Mytischtschi nördlich von Moskau.
Die Anlage wurde 2013 eröffnet und dient als Nachfolge der Nekropole an der Kremlmauer, wo seit 1985 keine Bestattungen mehr stattfinden.
Bis Juli 2022 gab es 353 Beigesetzte. Bis Mai 2024, über 2 Jahre seit Beginn des russischen Überfalls auf die Ukraine, kamen mehr als 900 Gräber dazu.

## Gräber (Auswahl)
- Dmitri Timofejewitsch Jasow (1924–2020), Verteidigungsminister der Sowjetunion
- Michail Timofejewitsch Kalaschnikow (1919–2013), Waffenkonstrukteur
- Wassili Wassiljewitsch Reschetnikow (1919–2023), Stellvertreter des Oberbefehlshabers der Luftstreitkräfte der Sowjetunion
- Nikolai Timofejewitsch Antoschkin (1942–2021), Generaloberst
- Dmitri Walerjewitsch Utkin (1970–2023), Gründer der Gruppe Wagner